# Свяжин, Анатолий Григорьевич
Анатолий Григорьевич Свяжин (11 ноября 1934 года, г. Верхняя Тура Свердловской области) — советский и российский учёный-металлург, специалист в области разработки теории взаимодействия газов с жидкими металлами и в области производства стали с низким содержанием азота, а также высокоазотистых сталей. Доктор технических наук, профессор кафедры металлургии стали, новых производственных технологий и защиты металлов НИТУ "МИСиС". Лауреат Премии Совета Министров СССР (1987 г.).

## Биография
Анатолий Григорьевич Свяжин родился 11 ноября 1934 года. Трудовую деятельность начал в 1952 г. на машиностроительном заводе в г. Верхняя Тура, куда он после окончания техникума поступил работать мастером. Отслужив в армии, в 1957 г. поступил в Московский институт стали имени Сталина, который окончил в 1962 г. по специальности "Металлургия чёрных металлов". Практически вся научная и педагогическая деятельность А.Г. Свяжина связана с Московским институтом стали и сплавов, где он прошёл путь от младшего научного сотрудника до руководителя крупнейшей в системе Минчермета СССР отраслевой лаборатории металлов и сплавов. В МИСиС им были защищены кандидатская (1967 г.) и докторская (1987 г.) диссертации. 
В период 1993-1999 гг. А.Г. Свяжин работал профессором в Ченстоховском техническом университете (Польша), в 2001-2003 гг. был советником (главным технологом) на металлургическом комбинате EKO Stahl (Германия). В период 2002-2008 гг. руководил научно-исследовательской лабораторией технологии производства стали и сплавов МИСиС.
Ныне является профессором кафедры металлургии стали, новых производственных технологий и защиты металлов НИТУ "МИСиС" и, несмотря на преклонный возраст, ведет активную научную работу. Так, на в XX Московском международном Салоне изобретений и инновационных технологий "Архимед-2017" золотой медали было удостоено изобретение «Конструкционная криогенная аустенитная высокопрочная коррозионно-стойкая, в том числе биоактивных средах, свариваемая сталь и способ ее обработки», одним из авторов которого является А.Г. Свяжин.

## Научная и преподавательская деятельность
А.Г. Свяжин - специалист в области теории взаимодействия газов с жидкими металлическими расплавами, технологии производства высококачественных сталей с низким содержанием азота, а также высокоазотистых сталей. Совместно с сотрудниками им проведены исследования термодинамики и кинетики взаимодействия газов с расплавами железа, включая процессы испарения и окисления. При этом получен ряд результатов, существенно изменяющих представления о механизме этих процессов. Им разработана, в частности, термодинамическая модель растворимости азота в жидких чугунах и сталях в широком интервале температур и давлений, охватывающем всю практически важную область значений этих параметров. Полученное А.Г. Свяжиным уравнение константы равновесия азота в жидком железе широко используют в учебной и научной литературе.
Внес вклад в разработку и применение новых физико-химических методов исследования взаимодействия газовой и жидкой металлической фаз. Разработанные им методы позволили выявить неизвестный ранее механизм перехода азота из газовой фазы различного состава в расплав железа и экстракции азота из расплава железа при вакуумировании. При этом были получены  значения кинетических констант, включая коэффициенты диффузии азота в расплавах железа с разной концентрацией кислорода, установлены неизвестные ранее факты о связи константы скорости поверхностной реакции и коэффициента массо-переноса в неподвижном и перемешиваемом расплаве. Полученные результаты позволили сформулировать вывод о неравновесном характере протекания процессов адсорбции и десорбции газов.
Новые представления о влиянии чистоты кислородного дутья на содержание газов в стали и механизме окислительных процессов в реакционной зоне сталеплавильной ванны были предложены А.Г. Свяжиным с сотрудниками на основании исследований взаимодействия кислорода с расплавами железа и испарения железа и его оксидов в области температур реакционной зоны. Впервые было показано, что при обезуглероживании железа, вследствие неравновесности процессов образования и разложения соединений азота, в газовой фазе у поверхности металла существует избыточный химический потенциал азота. Эти результаты позволили установить фундаментальную зависимость коэффициента массопереноса растворенного азота в металле и константы поверхностной реакции адсорбции-диссоциации азота от масштаба системы и, как следствие, разработать физически обоснованную математическую модель растворения и десорбции газа для агрегатов вместимостью от 100 кг до 350 т. Предложенная модель позволяет прогнозировать взаимодействие стальной ванны с газовой фазой и поэтому является теоретической основой для разработки технологии рафинирования металла от газообразующих примесей (азота, водорода, углерода) или для разработки технологии легирования стали азотом из газовой фазы. |
Наряду с фундаментальными исследованиями взаимодействия расплавов с газовой фазой, А.Г. Свяжин уделял большое внимание поведению кислорода и образованию неметаллических включений при производстве стали. Им было установлено, что глубина рафинирования металла от включений зависит, прежде всего, от гидродинамических характеристик ванны и от развития процессов вторичного окисления. Это позволило разработать современные технологии раскисления, флотации и фильтрации стали, удаления включений при непрерывной разливке стали и уменьшения зарастания разливочных стаканов.
Результаты лабораторных и промышленных исследований привели к созданию А.Г. Свяжиным фундаментальных основ современной теории взаимодействия газов с расплавами железа и разработке комплекса технологических мероприятий для всех стадий выплавки и разливки стали с заданной концентрацией газов в готовом металле.
Технологические разработки А.Г. Свяжина нашли практическое применение в России и за рубежом: на Новолипецком и Череповецком металлургических комбинатах, на Карагандинском металлургическом комбинате (Казахстан), на металлургическом комбинате EKO Stahl (Германия). Например, на НЛМК была разработана и внедрена технология выплавки стали для производства холоднокатаного автолиста с содержанием азота не более 0,0040%. Освоение этой технологии позволило обеспечить заводы АвтоВАЗа отечественным автолистом. За эту работу А.Г. Свяжину (в соавторстве) присуждена Премия Совета Министров СССР за 1987 г.
А.Г. Свяжин является автором 17 авторских свидетельств СССР и патентов РФ, часть изобретений активно используются в промышленности. Им опубликовано более 320 научных трудов, в том числе 110 - в зарубежных изданиях. Под его научным руководством подготовлены и защищены 17 кандидатских и 5 докторских диссертаций.
В разное время А.Г. Свяжин был членом Научного совета по высокоазотистым сталям при ГКНТ СССР, членом Межведомственного Научного совета по ресурсосбережению и переработке отходов в металлургии, членом секции по металлургии при Комитете по Премиям Правительства РФ. Член Международной Биографической ассоциации, почётный член Научных консультативных советов Международного биографического центра (Кембридж) и Американского биографического института (Рэлей), член Международного научного комитета по высокоазотистым сталям, в 2006-2009 гг. был председателем этого комитета, членом оргкомитетов ряда международных конференций.